# Průčelský potok
Průčelský potok (německy: Prütschel Bach), někdy také Prudký potok nebo Průčelka, je potok v okrese Ústí nad Labem v Ústeckém kraji v České republice. Je 3,14 km dlouhý a pramení u vesnice Němčí v Českém středohoří v nadmořské výšce 617 m n. m. Na svém toku překonává výškový rozdíl 478 metrů a v Brné se vlévá z pravé strany do řeky Labe. Jeho správcem je státní podnik Lesy České republiky.

## Průběh toku
Potok pramení u vesnice Němčí, odkud pokračuje severozápadním směrem přes hustě zalesněné svahy Průčelské rokle. Tam se do něj vlévají jeho dva kratší bezejmenné přítoky o délce 957 a 961 metrů. Průčelský potok se díky své erozivní činnosti stal po řece Labi druhým nejvýznamnějším modelačním činitelem zdejší krajiny – vytvořil boční údolí s příkrými svahy (Průčelskou rokli). Jelikož však nedokázal držet krok s rychlým zahlubováním Labe (tvoří erozní bázi regionu), překonává převýšení svého toku (478 metrů, tj. na 1 kilometru délky jde v průměru o 152 metrů) často skokovitě v podobě peřejí a drobných vodopádů. Největší z nich je vysoký 6 metrů a při nízkých průtokových stavech vysychá.
Dolní část toku Průčelského potoka byla antropogenně upravena a napřímena skrze zástavbu v Brné, přičemž v této oblasti byla vybudována řada umělých kaskád. Potok je překlenován několika silničními komunikacemi (mimo jiné silnicí II/261), železniční tratí 072, lávkami pro pěší a asi 20 metrů před ústím do Labe také brodem na cyklostezce Labská stezka. Při ústí je přítomen náplavový kužel.
Vzhledem k tomu, že je Průčelský potok celostátně méně významným tokem, nejsou dostupné informace o jeho průměrných ročních průtocích.

## Povodně
V srpnu 1925 došlo po průtrži mračen na potoce k přívalové povodni, která poškodila několik domů v okolí.